# Perle
En perle er betegnelsen for et stykke materiale med hul i. I ordets oprindelige betydning er en perle et sjældent og kostbart naturprodukt skabt i og af en østers, men i dag benyttes ordet perle også for lignende, kunstigt fremstillede genstande. 
På engelsk skelner man mellem pearls og beads, hvor pearl er betegnelsen for ægte perler, mens bead betegner perler fremstillet af andre materialer. På dansk benyttes ordet perle i begge betydninger.

## Typer af perler

### Ægte perler
Ægte perler produceres i østers som resultatet af, at et fremmedlegeme er kommet ind i denne. Når fx et sandkorn trænger ind i muslingen/østersen, begynder den som en forsvarsmekanisme at producere perlemorssubstans, der med tiden udvikler sig til en naturperle. Ægte perler anvendes for det meste til smykker og er kostbare, da de kan være vanskelige at få fat på. Flere perler på en snor bliver til en perlekæde.
I dag er der en stor industri for dyrkede perler i østers, disse består af en kunstig perle, der indsættes i østersen, og som den producerer perlemorssubstans omkring. Disse perler er oftest de, man kan få i dag som "ægte". En dyrket perle har kun få lag perlemorssubstans, mens en naturperle har mange hele vejen igennem.
Kunstperler findes også og ligner naturperler i udseende, men er billigere.

### Perler af andre materialer
Perler kan være fremstillet i mange materialer, som f.eks. glas, træ, plastic, metal, ler, sten, ben, snegle- og muslingeskaller samt papir. Disse kunstige perler eller kunstperler kan have mange forskellige former og farver. Nogle er dekoreret med mønstre.

## Brugen af perler
Fremstilling af figurer, smykker og dekorationer med perler ved hjælp af nål og tråd kaldes perlesyning. I mange kulturer bruges perler til  smykker og til dekoration af klædedragter. F.eks. er overdelen af den kvindelige grønlandske nationaldragt fremstillet af perler. Ofte ses også brudekjoler og selskabskjoler dekoreret med perler. Arbejdet udføres i hånden, hvorfor kjolerne er kostbare.
Perler kan anvendes i perlevæve til fremstilling af dekorative bånd. Store plasticperler bruges ofte af børn til at danne mønstre på perleplader. Ved at stryge bagsiden af perlerne bagefter med et strygejern smelter perlerne let sammen, hvorefter perlestrukturen kan fjernes fra pladen og f.eks. bruges til ophæng.

## Perler - og nordamerikanske indianere
Glasperler var og er en efterspurgt vare blandt indianerne i Nordamerika. De blev bragt til verdensdelen første gang af Columbus.:158  Allerede inden den første kontakt mellem hvide handelsfolk og stammerne i det indre af fastlandet fandt sted, kendte og brugte disse folkeslag glasperler købt af nabostammer med adgang til dem.:89  Gennem århundreder besøgte indianerne de hvides handelsstationer for at bytte skind til perler, der typisk var fremstillet på glasstøberier i Venedig,:96  men som også kunne komme fra f.eks. Paris eller Amsterdam.:259 

### Typer af glasperler brugt af indianerne
Glasperlerne brugt i handelen med indianerne fandtes i forskellige størrelser, former og farver, og de kunne have forskellige overflader og være produceret på forskellige måder.

### Fremstilling af glasperler til salg i Nordamerika
En ofte anvendt metode at lave perler på var at puste en smeltet glasmasse op som en ballon og derpå trække den ud i en hul ”stok”. ”Stokkens” diameter blev mindre og mindre, jo længere man gjorde den. Når ”stokken” havde den ønskede diameter, fik den lov at køle af. Glasstykker i den ønskede perletykkelse kunne nu nemt brækkes af, og man stod med ”trukne perler”.:163  Sidst i 1600-tallet sendte glasstøberierne de mindste perler ud til forhandlerne trukket på en knap 2 meter lang snor, og de blev siden solgt videre til f.eks. illinois-indianerne i dette længdemål.:272 

### Store perler og små perler
Diameteren på glasperler varierede fra over en centimeter til mindre end 2 millimeter.:312  De største perler bliver populært kaldt pony beads.:292  Denne type var fremherskende, skønt sjælden, på den nordlige prærie til omkring 1675. Derefter blev mindre og mindre seed beads år for år brugt mere og mere.:319 

### Forskellige former på perler brugt af indianerne
Perlernes form spændte fra ordinær rund over oval til cylindrisk (smal rør-formet) med mellemformer. Den almindeligste perle var smal og ringformet med et hul i midten - som en miniature-donut.:312  Indianerne i det 21. århundrede anvender stadig denne type perle til perlearbejder.:26  Omkring år 1800 toppede populariteten af de cylindriske perler. De udgjorde da tæt på 10 procent af salget.:322 

### Populære farver blandt indianerne
I 1600-tallet spurgte indianerne i North Carolina og Tennessee navnlig efter perler med farverne mættet turkis, hvid, sort, mørkeblå, gennemsigtig blå, samt grøn og vinrød.:163  Pony beads solgt på den nordlige prærie før 1860 var typisk i farverne hvid, blå, rød, ravfarvet og sort.:45  Farveskalaen på de populære seed beads blev konstant bredere, så der sidst i 1800-tallet var over 80 farver og nuancer at vælge mellem .:45  Perlerne kunne være ensfarvede, flerfarvede:94  eller have smalle striber.:311 

### Særlige perler solgt i Nordamerika
”Donut-perler” lavet af to lag glas, nemlig en lille grøn perle inderst med et rødt lag glas påført omkredsen, kaldes Cornaline D’Aleppo perler.:168 
En tidlig 1700-tals-perle var Man-in-the-Moon-perlen: En blå glasskive på størrelse med en lille mønt og i centrum af skiven var en gul halvmåne udstyret med et ansigt set i profil.:404 

### Indianernes brug af glasperler
Blandt arikaraerne på prærien fik afdøde ofte glasperler med i graven,:147  og det samme gjorde 1600-tals indianere i den sydøstlige del af Nordamerika.:157  Et illinois-barn begravet midt i 1700-tallet bar en skindskjorte påsyet næsten 6.000 perler.:269 
Seed beads blev brugt til dekoration af stort set alt: Til fintmønstrede perlebroderier på skindtøj;:95  til udsmykning af sadler og udstyr brugt på paradeheste;:26  og til f.eks. krigerselskabs-fløjter omviklet med perler trukket på en senetråd.:329 
Perler kunne indgå som en komponent i hellige bundter,:80  og crowerne ofrede bl.a. perler, når de passerede deres naturskabte helligdom Arrow Rock.:95  Kvinder opnåede social anerkendelse ved at glimre i perlebroderi med symbolsk betydning,:941  og begge køn kunne smykke sig med hals-, arm- og ankel-perlekæder.:269 

## Kunstperler af snegle- og muslingeskaller
Både indianere ved kystområder:86  og dybt inde på det nordamerikanske kontinent fremstillede kunstperler af forskellige snegle- og muslingeskaller.:64 
De ældste perler fundet i Nordamerika lå i Mohave-ørkenen. De var ca. 8.000 år gamle og lavet af skallerne fra en lille havsnegl, Callianax biplicata.:64 
Til fremstilling af perler brugte man især konkylier fra store, levende saltvandssnegle. Først enten ridsede og knækkede eller hamrede perlemageren de uønskede dele af skallen væk, hvorpå den anvendelige del var klar til en finere forarbejdning. Delen blev slebet på en sandstens-blok til den ønskede længde eller diameter og facon fremkom. Efter at have lavet et snorehul gennem kunstperlen med et mikro-bor af f.eks. flint, fiskeben, knurhår fra en søløve eller en kobber-nål:81  var den klar til at blive båret som pynt. Simple perler af sneglehuse fra små ferskvandssnegle:65  kunne laves på 15 minutter.:79  Fremstillingen af en lang, rørformet perle med et snorehul boret flere centimeter ind mod midten fra begge ender tog næsten seks timer.:82 
Perler af skaller er fundet i skiveform, smal rør-form og som runde perler (seed beads). Størrelsen går fra ca. en halv centimeter (skiveformet):79  og til over fem centimeter, med de rørformede perler som de største.:68  Ved brug af et mikro-bor kunne perlemagerne bore huller med en diameter på under en millimeter.:81 
I Cahokia og Greater Cahokia var der store perleværksteder. Der fremstillede man de over 32.700 rørformede konkylie-perler lavet af skaller fra havsneglen Sinistrofulgur sinistrum,:65  som 19 højlagte indfødte blev dækket med engang efter år 1000.:79 
Chumasher i Californien skabte perler ud af skaller fra havmuslingen Tivela stultorum.:71 

## Sprogbrug
At kaste perler for svin er et ordsprog, der illustrerer perlens værdi. Ordsproget stammer fra Matthæusevangeliets kapitel 7, vers 6. Desuden er ordet perle benyttet i Perker/perle-sagen fra Danmark i januar 2009.